# Marzio Ginetti
Marzio Ginetti, född 6 april 1585 i Velletri, död 1 mars 1671 i Rom, var en italiensk kardinal och biskop.

## Biografi
Marzio Ginetti var son till Giovambattista Ginetti och Olimpia Ponzianelli.
År 1626 utsåg påve Urban VIII in pectore Ginetti till kardinaldiakon med Santa Maria Nuova som titeldiakonia. Ginetti utnämndes 1653 till kardinalbiskop av Albano och biskopsvigdes i basilikan Santa Maria Maggiore den 6 juli samma år.
Kardinal Ginetti har fått sitt sista vilorum i Cappella Ginetti i Sant'Andrea della Valle i Rom.